# Sabãoflower
「Sabãoflower」（シャボンフラワー）は、7ORDERの楽曲。同グループの配信シングルとして、2020年3月6日に配信された。

## リリース
7ORDERとして初の音楽配信作品となっている。主宰レーベル「7ORDER RECORDS」より完全受注生産でCD盤も同時発売した。CD盤のシーリング作業はすべてメンバーで行っている。これは応援してくれてきたファンに対する想いを直接届けたかったからとリーダーの安井謙太郎は述べている。またCD盤のみメンバーの森田美勇人主演の舞台である「RADICAL PARTY -7ORDER-」の劇中歌である「LIFE (Dance Remix)」が収録されている。

## 収録内容

### CD
1. 「Sabãoflower」 – 3:30
作詞：Daiki / Yuma Sanada、作曲：Yuma Sanada
2. 「LIFE (Dance Remix)」 – 3:17
作詞・作曲：Daiki